# Violencia contra las mujeres en Marruecos
Violencia contra las mujeres en Marruecos  un sondeo gubernamental desveló que el 63 por ciento de las mujeres de entre 18 y 65 años habían sido víctimas de violencia de género en el país, según ha recogido la cadena de televisión británica BBC. En agosto de 2018 entró en vigor una ley contra la violencia hacia las mujeres.

## Cronología y antecedentes de la ley
En 2011 la Encuesta Nacional sobre Violencia contra la Mujer publicados por el Alto Comisionado para la Planificación señaló que de las 9,5 millones de mujeres marroquíes de entre 18 y 64 años, 6 millones, es decir el 62.8%, sufrieron violencia. En el 48% de los casos, se trata de violencia psicológica, 31% de los ataques a la libertad individual, 17,3% de los casos están relacionados con la aplicación de la ley, 15% de violencia física, 8 7% de violencia sexual y 8.2% de violencia económica. 
En marzo de 2012 la menor Amina Filali, de 16 años, se suicidó tras ser obligada a casarse con su violador.
En diciembre de 2012 el jefe de gobierno Abdelilah Benkirane cuestionó estas cifras considerándolas "poco realistas". En septiembre de 2013 el Observatorio Nacional para combatir la violencia contra las mujeres. 
Bassima Hakkaoui, Ministra de Solidaridad, Mujer, Familia y Desarrollo Social de Marruecos presentó en la reunión del gabinete el 7 de noviembre, el proyecto de ley 13-103 sobre la lucha contra la violencia contra la mujer, un proyecto que fue rechazado por las ONG feministas del país. Más de 60 asociaciones feministas emitieron una declaración el 6 de noviembre denunciando "su exclusión del desarrollo de este proyecto". Fatema-Zahra Chaoui, presidente de AMVEF, explicó: "Este texto no cumple con las demandas de las ONG que trabajan en este campo desde hace diez años. Contiene solo enmiendas al Código Penal y su procedimiento. El proyecto pierde la dimensión preventiva, se acerca el Género y la Ley ". Por esta razón, entre otros, el gobierno decidió posponer el examen de este proyecto. Benkirane decidió presidir un comité para examinar este texto y hacer las enmiendas necesarias.

## Ley contra la violencia hacia las mujeres
El 12 de septiembre de 2018 entró en vigor una ley que penaliza con prisión de hasta 6 meses o una multa de 2.000 a 10.000 dírhams (de 58 a 1.000 dólares) el matrimonio forzoso, el acoso en lugares públicos de palabra, acto o mediante señal de carácter sexual, así como el acoso telefónico o electrónico. El castigo se duplica si el autor del delito es un colega de trabajo, un funcionario o un agente de seguridad. La pena se endurece también en función de si el delincuente es miembro de la familia de la víctima o su tutor, o si la víctima es menor de edad.  La ley no criminaliza las violaciones dentro del matrimonio ni define de manera precisa la violencia de género ni doméstica.

## Datos
- Más del 20 por ciento de las mujeres marroquíes han sufrido abusos sexuales al menos una vez en su vida según el informe de 2015 del Consejo Nacional de los Derechos Humanos de Marruecos.[4]
- Solo en 2017 las cortes marroquíes han tenido cerca de 1.600 casos por abusos sexuales, el doble que en 2016.[5]
- En 2018 Marruecos cuenta con 70 centros de escucha para las mujeres víctima de violencia de género. El primero se creó en 1995 en el centro de Casablanca, un momento en el que la violencia conyugal era todavía tabú.[3]

## Obligación de casarse con el violador
El artículo 475 del Código Penal marroquí permite al agresor o violador de una menor casarse con su víctima y evitar así el juicio y la probable pena de cárcel. Al hacerlo reconoce su culpabilidad. En Marruecos se han suicidado algunas jóvenes al ser obligadas a casarse, algo frecuente en el Marruecos rural según las organizaciones de mujeres. El primer caso mediático fue el de Amina Filali, de 16 años, que se suicidó en marzo de 2012. Otro suicidio por el mismo tema se produjo en 2015.

## Caso Khadija
En agosto de 2018 se conoció la historia de Khadija secuestrada en junio, agredida sexualmente y torturada por unos quince hombres, conocidos por "pertenecer a una peligrosa banda" que además la privada de alimentos y de las necesidades sanitarias básicas.
Las torturas llegaron a su fin cuando uno de ellos la liberó y aunque en un principio su familia dudaba si denunciar o no el caso, ella fue a la policía y denunció a los agresores, que llegaron a cobrar a chicos que también la violaron.
Su denuncia en vídeo se hizo viral. Mostró cicatrices, quemaduras de cigarrillos y tatuajes en su cuerpo realizados por sus captores. La historia tuvo trascendencia internacional y se creó el hashtag #JusticePourKhadija
Fueron arrestadas 12 personas han sido arrestadas por estar involucradas en el caso, explicó Naima Ouahli, miembro de la Asociación Marroquí de Derechos Humanos en la región central de Beni Mellal, cerca de Fqih ben Saleh, donde ocurrió la violación. El padre de Khadija, Mohamed Okkarou, explicó que tres de sus atacantes fueron arrestados el sábado y la primera audiencia se celebró el 6 de septiembre de 2018.
Una petición en Chage fue suscrita por más de cien mil personas reclamando justicia para Khadija y apoyo del estado para su recuperación.